# Brachypremna karma
Brachypremna karma är en tvåvingeart som beskrevs av Alexander 1945. Brachypremna karma ingår i släktet Brachypremna och familjen storharkrankar.
Artens utbredningsområde är Ecuador. Inga underarter finns listade i Catalogue of Life.